# Yesterday Is a Friend
Yesterday Is a Friend – drugi album polskiego zespołu rockowego, Believe, wydany 28 kwietnia 2008. Album został wydany w dwóch wersjach – standardowej, zawierającej 9 kompozycji i limitowanym digipacku, wzbogaconym o 3 dodatkowe utwory. Foto – Augusto Peixoto. Projekt graficzny – Maciek Srebrzyński.

## Lista utworów
1. "Time" – 6:18
2. "Tumor" – 6:03
3. "What They Want (Is My Life)" – 8:01
4. "Mystery Is Closer" – 6:00
5. "You & Me" – 4:51
6. "Danny Had a Neighbour" – 5:17
7. "Memories" - 7:22
8. "Unfaithful" – 6:14
9. "Together" – 2:35

Bonusy DG
1. "I Wish I Could"
2. "Holy Night"
3. "Best Wishes for Robert Fripp"

## Twórcy
- Tomek Różycki – śpiew, gitara
- Satomi – wiolonczela
- Mirosław Gil – gitara
- Przemysław Zawadzki – gitara basowa
- Vlodi Tafel – perkusja

gościnnie
- Winicjusz Chróst – gitara (3)
- Adam Miłosz – instrumenty klawiszowe
- Karol Wróblewski – flet